# سن پیترو این کاریانو
سن پیترو این کاریانو (به ایتالیایی: San Pietro in Cariano) یک کومونه در ایتالیا است که در استان ورونا واقع شده‌است.

## خصوصیات
سن پیترو این کاریانو ۲۰٫۲۵ کیلومترمربع مساحت و ۱۲٬۸۶۳ نفر جمعیت دارد و ۱۵۱ متر بالاتر از سطح دریا واقع شده‌است.

## خواهرخوانده
شهرهای اینگلهایم آم راین، لودلاو و Stans خواهرخوانده‌های سن پیترو این کاریانو هستند.